# Joachim von Lohe
Joachim von Lohe (* um 1500 in Hamburg; † um 1570 in Altona) war ein deutscher Fischer und Gastwirt, dessen Gaststätte Namensgeber der Stadt Altona gewesen sein soll.

## Leben
Joachim von Lohe stammte von der zwischen Billwerder und Moorfleet gelegenen Insel Grevenhof, die seit 1460 zu Hamburg gehörte. Die Inselbewohner arbeiteten als Fischer und betätigten sich in bescheidenem Umfang als Landwirte. Am Grevenhof flossen zwei Hauptarme der Norderelbe zusammen. Die Stadt Hamburg beabsichtigte, deren Strömungsverlauf zu verändern und ließ dort ein Stack errichten. In der Folgezeit kam es am nördlichen Ufer der Insel zu schweren Sturmfluten, die möglicherweise durch die Baumaßnahmen beeinflusst wurden. Die Inselbewohner, darunter Joachim von Lohe, verließen daraufhin Grevenhof und zogen aufs Festland.
Joachim von Lohe bat 1536 den Grafen Ernst, an einem Weg zwischen Hamburg und Neumühlen in der Nähe des Grenzbaches ein Haus errichten zu dürfen. Der Graf gestand ihm außerdem das Krugrecht zu. Von Lohe durfte dort auch Rotbier brauen, das als preiswert und einfach herzustellen, jedoch wenig haltbar galt. Da die Stadt Hamburg 1535 Abgaben für Brauereien erhöht hatte, stiegen dort die Bierpreise. Von Lohe, dessen Gastwirtschaft außerhalb Hamburgs lag, hoffte daher vermutlich auf Besucher aus Hamburg, denen er günstiges Bier verkaufen konnte. Die Hamburger Ratsherren Vincent Möller und Johann Rodenburg besuchten den Gastwirt daraufhin und beschwerten sich beim Vogt von Ottensen, der den Grafen von Holstein-Pinneberg vertrat. Dabei nahmen sie Bezug auf einen Freibrief Barbarossas von 1189, demzufolge im Umkreis von zwei Meilen vor Hamburg keine Burg gebaut werden durfte. Hans Barner, Drost aus Pinneberg, schaltete sich in die Streitigkeiten ein und sagte, dass der Graf frei sei zu entscheiden, wie viele Häuser auf seinem Land gebaut würden.
Die Streitparteien besichtigten daraufhin gemeinsam den Krug. Dabei soll die Behauptung aufgestellt worden sein, dass die Gastwirtschaft „all to nah“ an Hamburg bzw. am Grenzbach stehe. Peter von Lohe, ein Enkel Joachim von Lohes, hielt dies 1602 in einem Bericht fest. Er schrieb weiter, dass sein Großvater daraus die Bezeichnung „Altona“ gemacht und sie seitdem als Name für seinen Krug verwendet habe. Aus heutiger Sicht ist diese Behauptung so nicht richtig. Vermutlich stammt der Ortsname von einem bereits vorhandenen Namen oder einem später ausgedeuten Begriff wie dem „Altenau“ genannten nahegelegenen Grenzbach Pepermölenbek. In Rechnungen der Hamburger Kämmerei ist die Ortsbezeichnung ein Jahr später erstmals zu finden.
Da er später in Auseinandersetzungen um Fangrechte zwischen Fischern aus Hamburg und Altona verwickelt war, arbeitete von Lohe offenbar auch weiterhin in diesem Gewerbe. In Berichten hierzu ist verzeichnet, dass von Lohe gemeinsam mit Friedrich Brand als Erster gegen ein Hamburger Verbot verstoßen und mit ihm eine Fischerei-Kompagnie gegründet habe.
Nach dem Tod Joachim von Lohes erbte der Sohn Hans von Lohe offenbar die Fischereigeräte und arbeitete als Fischer. Der zweite Sohn Jürgen von Lohe erbte die Gastwirtschaft. Im Amtsregister von Pinneberg aus dem Jahr 1591 ist nachzulesen, dass Jürgen von Lohe die Akzise für 181 Tonnen Bier aus Hamburg und Lübeck zahlte, die er von Ostern 1591 bis Ostern 1592 verkaufte. Der Enkel Joachim von Lohes übernahm die Gastwirtschaft in dritter Generation und verfasste den Bericht über die Gründungsgeschichte des Krugs.